# Schéma directeur des lignes à grande vitesse
Le schéma directeur des lignes à grande vitesse (LGV), également appelé schéma directeur national des liaisons ferroviaires à grande vitesse, est un schéma directeur français adopté par le Comité interministériel d'aménagement du territoire (CIAT) du 14 mai 1991 et publié par décret du 1er avril 1992.
Ce schéma prévoit la construction à long terme de 3 500 km de lignes nouvelles à grande vitesse, portant la longueur totale du réseau à grande vitesse à 4 700 km. Cependant, il ne prévoit pas de financement ni de date limite pour ces lignes.

## Histoire
Cet ambitieux programme visait à construire un maillage cohérent du territoire métropolitain à l’horizon d’une trentaine d’années. Il a été l’occasion d’une véritable surenchère des responsables politiques locaux, chacun cherchant à amener le train à grande vitesse (TGV) sur son territoire et poussant pour que son projet soit réalisé au plus tôt. Reprenant la plupart des projets locaux, le schéma directeur comptera 16 lignes.
Il est remis en cause après la mise en service de la LGV Nord, dont la fréquentation ne correspond pas aux attentes alors que les coûts ont été plus importants que prévu. En 1996, le rapport de Philippe Rouvillois, revoyant la rentabilité de nombreux projets à la baisse, préconise : « La grave situation financière de la SNCF, la forte révision à la baisse des recettes attendues des lignes nouvelles à l’étude, les contraintes qui pèsent sur le budget de l’État imposent à l’évidence une profonde ré-estimation de la dimension des projets et des priorités… ».
Ce rapport entraîne une remise en cause rapide du schéma directeur, Dominique Bussereau résumera l’état d’esprit en affirmant que celui-ci est « dépassé, puisqu’il était politique ». Cela entraîne un ajournement, voire l’abandon, de nombreux projets de lignes et la fin du financement intégral par la SNCF des lignes nouvelles.

## Les lignes inscrites dans ce schéma directeur
- La LGV Méditerranée, mise en service en 2001 entre Valence et Marseille, mais alors imaginée jusque Saint-Raphaël[6]
- La LGV Est européenne, mise en service en 2007 entre Paris, Reims et Baudrecourt puis en 2016 entre Baudrecourt et Strasbourg
- La LGV Rhin-Rhône, mise en service en 2011 entre Dijon et Belfort. La prolongation jusque Mulhouse et les raccordements à la LGV Sud-Est sont encore en projet.
- La LGV Sud Europe Atlantique, prolongement de la LGV Atlantique, mise en service en 2017 entre Tours et Bordeaux
- La LGV Bretagne-Pays de la Loire, elle aussi prolongement de la LGV Atlantique, mise en service en 2017 entre Le Mans et Rennes, mais pas entre Le Mans et Angers comme imaginé à l'époque
- La LGV Paris - Londres par Amiens
- La liaison ferroviaire transalpine Lyon - Turin
- La ligne nouvelle Montpellier - Perpignan
- La LGV Bordeaux - Toulouse, la LGV Bordeaux - Espagne et la ligne nouvelle Toulouse - Narbonne
- La LGV Normandie, qui devait quitter la ligne Paris - Le Havre à hauteur d'Achères, traverser le Vexin français et se séparer en deux branches près de Rouen. Ce projet a été abandonné au début des années 2000 à cause de sa rentabilité, la plus faible de tous les projets du schéma avec 0,1 %[7].